# Somatidia tricolor
Somatidia tricolor är en skalbaggsart som beskrevs av Lea 1929. Somatidia tricolor ingår i släktet Somatidia och familjen långhorningar. Inga underarter finns listade i Catalogue of Life.